# Rovinka
Rovinka je obec na Slovensku v okrese Senec. Žije zde přibližně 5 100 obyvatel. První písemná zmínka o obci pochází z roku 1235.
V obci se nachází římskokatolický kostel Nejsvětější Trojice z roku 1798.